# Segundo Consistório Ordinário Público de 1927
Nesse consistório, Pio13 anunciou que aceitara a renúncia do teólogo jesuíta francês Louis Billot, do Colégio Cardinalício , como relatado em setembro. Foi a única renúncia do Colégio no século XX. Pio X nomeou-o cardeal em 1911.
Com a criação de cinco cardeais não italianos neste consistório, o Colégio novamente alcançou um equilíbrio numérico com 33 italianos e 33 não italianos.

## Cardeais Eleitores
| Nº                 | País               | Nome                              | Idade              | Cargo                                           | Título ou Diaconia                                           |
| Cardeais eleitores | Cardeais eleitores | Cardeais eleitores                | Cardeais eleitores | Cardeais eleitores                              | Cardeais eleitores                                           |
| ------------------ | ------------------ | --------------------------------- | ------------------ | ----------------------------------------------- | ------------------------------------------------------------ |
| 1                  | França             | Alexis Lépicier, O.S.M.           | 64                 | Visitador Apostólico da Abissínia e da Eritreia | Cardeal-presbítero de Santa Susana                           |
| 2                  | Canadá             | Felix-Raymond-Marie Rouleau, O.P. | 61                 | Arcebispo de Quebec                             | Cardeal-presbítero de São Pedro em Montorio                  |
| 3                  | Espanha            | Pedro Segura y Sáenz              | 47                 | Arcebispo de Toledo                             | Cardeal-presbítero de Santa Maria além do Tibre              |
| 4                  | França             | Charles Binet                     | 58                 | Arcebispo de Besançon                           | Cardeal-presbítero de Santa Priscila                         |
| 5                  | Hungria            | Jusztinián György Serédi, O.S.B.  | 43                 | Arcebispo de Esztergom-Budapeste                | Cardeal-presbítero de Santos André e Gregório no Monte Celio |

## Link Externo
- «Catholic Hierarchy» (em inglês)